# 熊本県道23号菊池赤水線

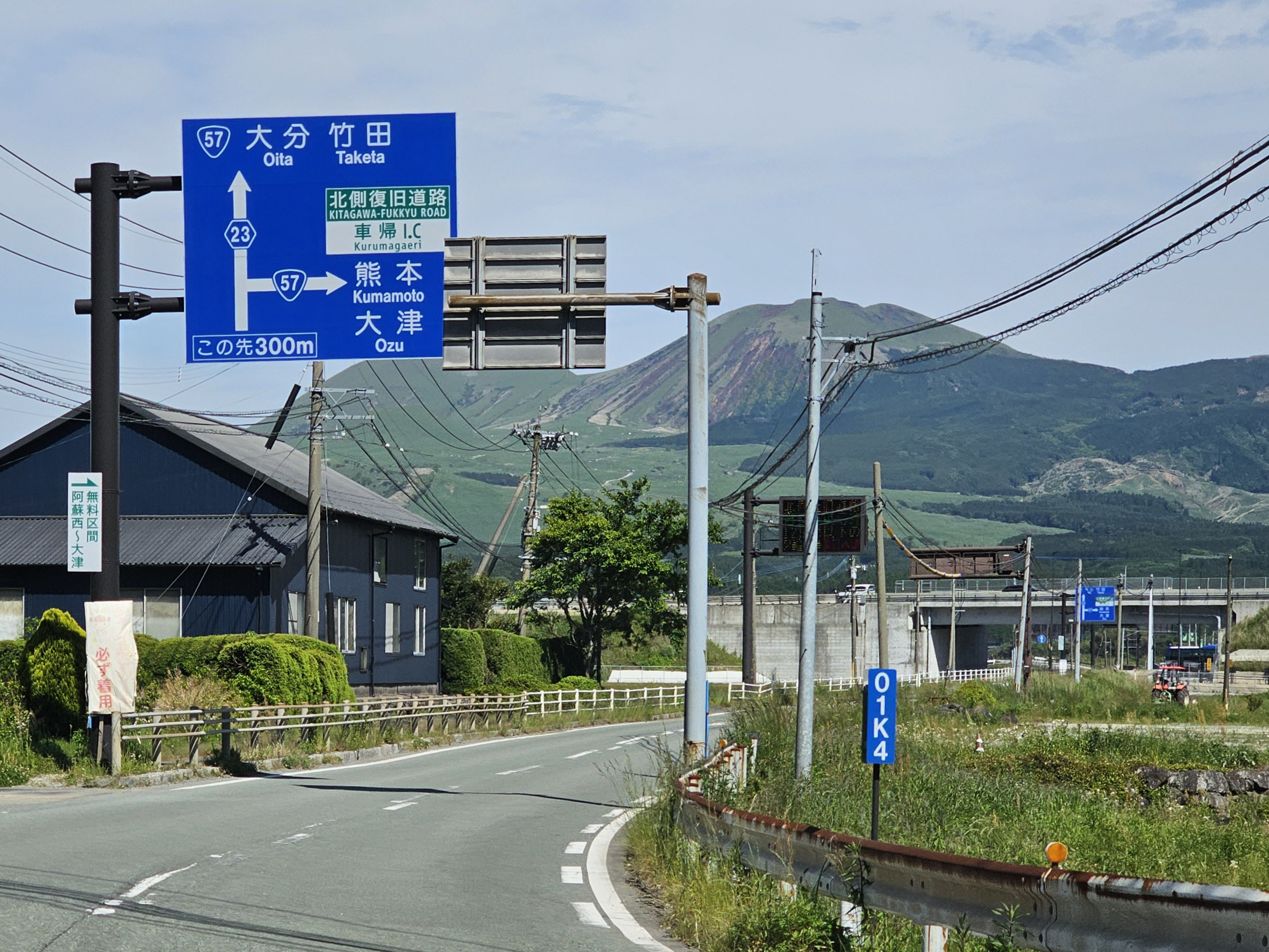
北側復旧道路・車帰IC付近（阿蘇市車帰）

熊本県道23号菊池赤水線（くまもとけんどう23ごう きくちあかみずせん）は、熊本県菊池市から阿蘇市に至る県道（主要地方道）である。

## 概要
菊池市隈府から阿蘇市赤水に至る。菊池市と阿蘇市を結ぶ最短ルートであるが、鞍岳の麓や阿蘇北外輪山（カルデラ）を通るため、菊池市（旭志） - 大津町（矢護川・真木） - 阿蘇市（車帰）の区間は道幅が狭く、見通しの利かないカーブや大小の勾配がある。また、阿蘇市の残りの区間（車帰 - 赤水）は、片側1車線の2車線道路であるものの、阿蘇北外輪山にへばり付くように道路が造られたため、つづら折りの急カーブと急勾配がある。いずれの区間も冬期は通行止め・タイヤチェーンなどの滑り止めが必要な場合がある。

### 路線データ
- 起点：熊本県菊池市隈府（正観寺交差点、国道387号交点、熊本県道203号日生野隈府線終点）
- 終点：熊本県阿蘇市赤水（ミルクロード入口交差点、国道57号交点）

## 歴史
- 1993年（平成5年）5月11日 - 建設省から、県道菊池赤水線が菊池赤水線として主要地方道に指定される[1]。

## 路線状況

### 重複区間
- 熊本県道203号日生野隈府線（菊池市隈府・正観寺交差点（起点） - 菊池市亘）
- 熊本県道329号原植木線（菊池市旭志伊萩）

### 道路施設

#### 橋梁
- 第二藤輪橋（菊池川、菊池市）
- 第一藤輪橋（菊池川、菊池市）

## 地理

### 通過する自治体
- 菊池市
- 菊池郡大津町
- 阿蘇市

### 交差する道路
| 交差する道路                                     | 都道府県名 | 都道府県名 | 交差する場所 | 交差する場所                  |
| ------------------------------------------------ | ---------- | ---------- | ------------ | ----------------------------- |
| 国道387号 熊本県道203号日生野隈府線 重複区間起点 | 菊池市     | 菊池市     | 隈府         | 正観寺交差点 / 起点           |
| 熊本県道203号日生野隈府線 重複区間終点           | 菊池市     | 菊池市     | 亘           |                               |
| 熊本県道201号二重峠菊池線                        | 菊池市     | 菊池市     | 下河原       |                               |
| 熊本県道139号旭志鹿本線                          | 菊池市     | 菊池市     | 下河原       |                               |
| 熊本県道329号原植木線 重複区間起点               | 菊池市     | 菊池市     | 旭志伊萩     |                               |
| 熊本県道329号原植木線 重複区間終点               | 菊池市     | 菊池市     | 旭志伊萩     |                               |
| 菊池広域農道 / 菊池グリーンロード                | 菊池市     | 菊池市     | 旭志麓       |                               |
| 熊本県道49号熊本大津線                           | 菊池郡     | 大津町     | 大字矢護川   |                               |
| 熊本県道202号矢護川大津線                        | 菊池郡     | 大津町     | 大字矢護川   |                               |
| 熊本県道339号北外輪山大津線 / ミルクロード       | 阿蘇市     | 阿蘇市     | 車帰         |                               |
| 国道57号 / 北側復旧ルート                        | 阿蘇市     | 阿蘇市     | 車帰         | 車帰IC                        |
| 国道57号                                         | 阿蘇市     | 阿蘇市     | 赤水         | ミルクロード入口交差点 / 終点 |

### 交差する鉄道
- 豊肥本線

### 沿線
- 菊池市旭志総合支所
- 菊池市立旭志中学校
- 菊池温泉
- 矢護川郵便局
- 二重ノ峠
- JR九州豊肥本線 赤水駅